# Boissy-aux-Cailles
Boissy-aux-Cailles ist eine französische Gemeinde mit 274 Einwohnern (Stand: 1. Januar 2022) im Département Seine-et-Marne (Region Île-de-France). Boissy-aux-Cailles gehört zum Arrondissement Fontainebleau und zum Kanton Fontainebleau.

## Lage
Die Gemeinde liegt im Regionalen Naturpark Gâtinais français.
Nachbargemeinden sind:
| Nanteau-sur-Essonne | Tousson, Le Vaudoué                         | La Chapelle-la-Reine |
| Buthiers            | Kompassrose, die auf Nachbargemeinden zeigt |                      |
|                     | Amponville                                  |                      |

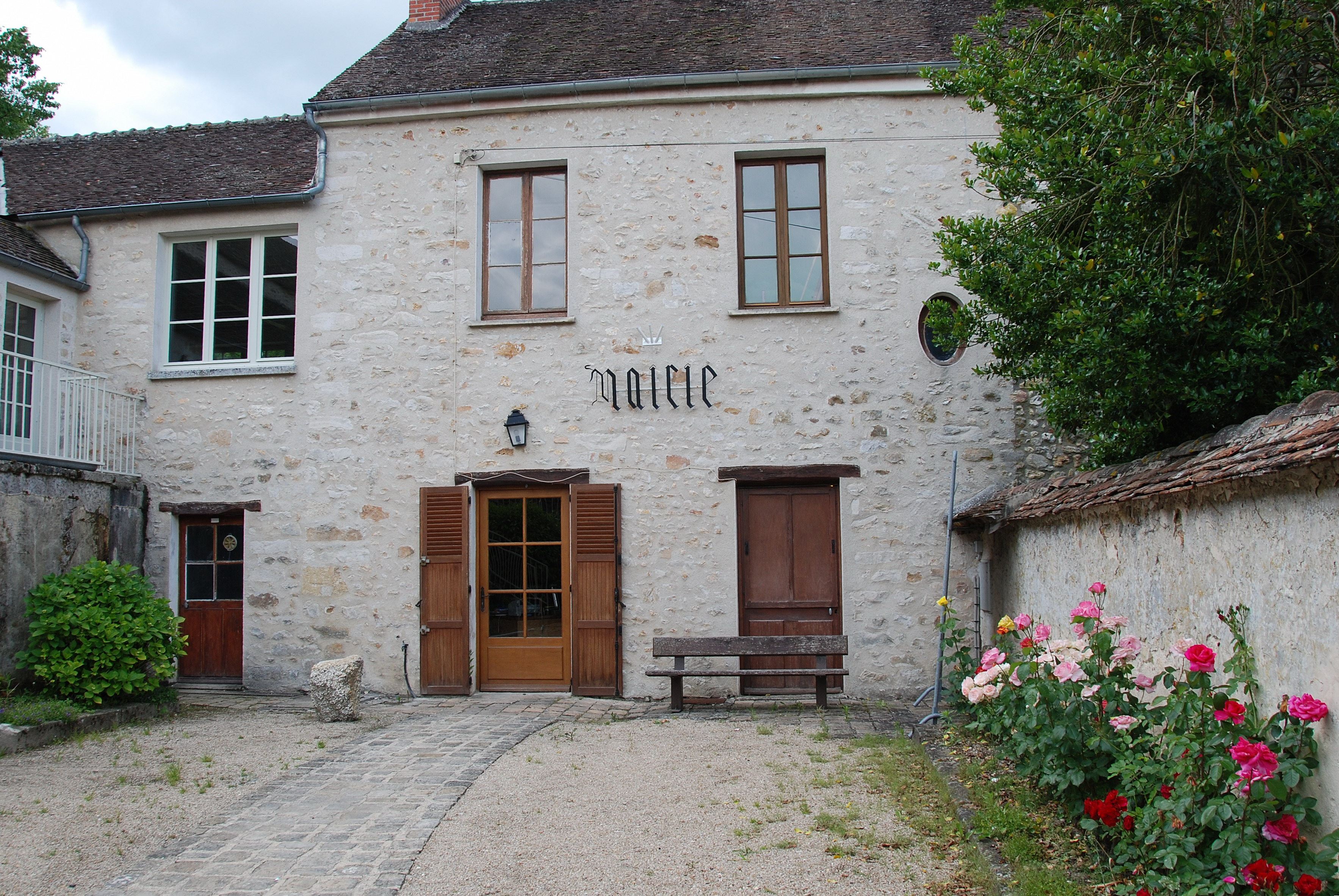
Rathaus
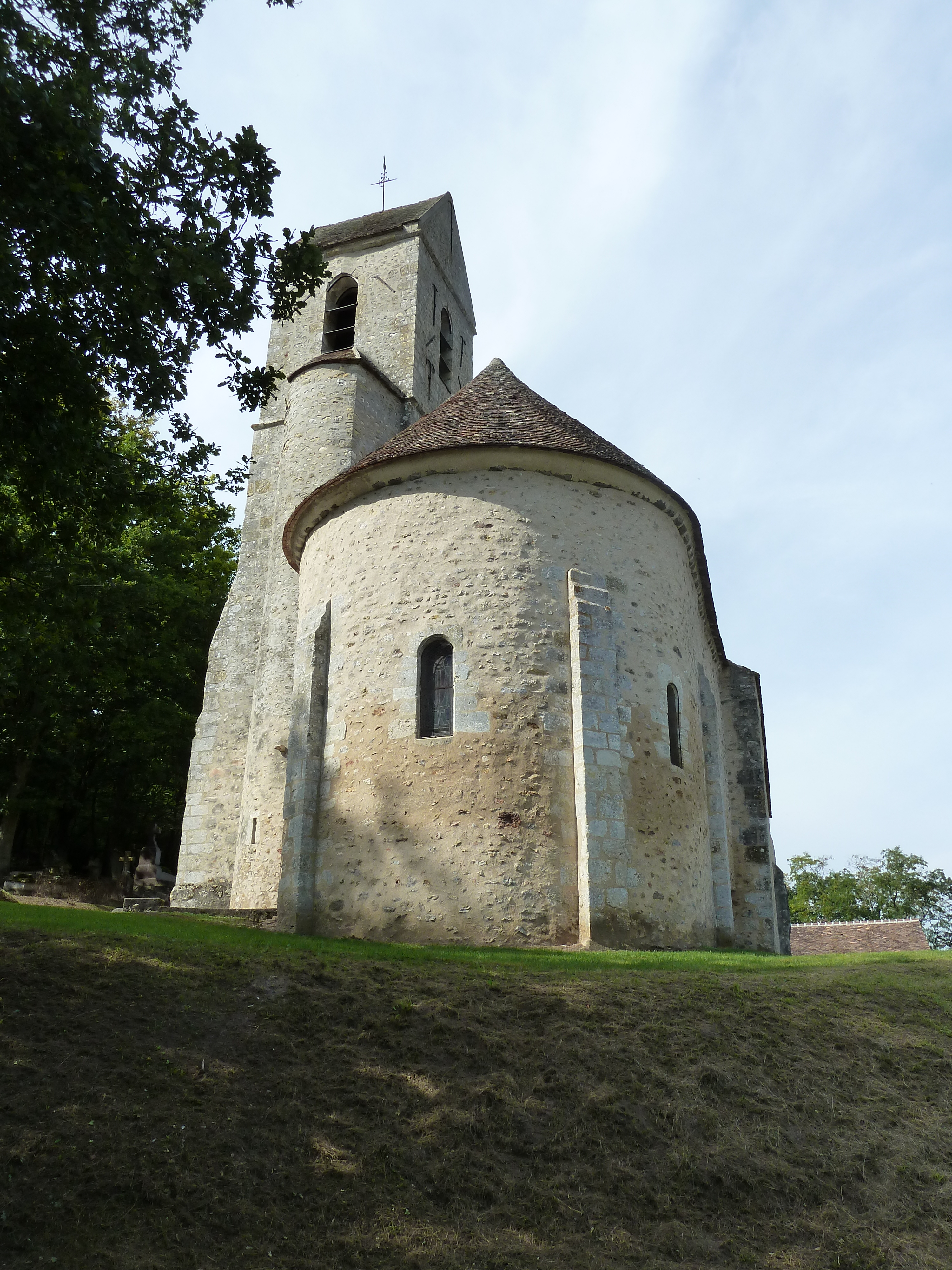
Kirche Saint-Martin
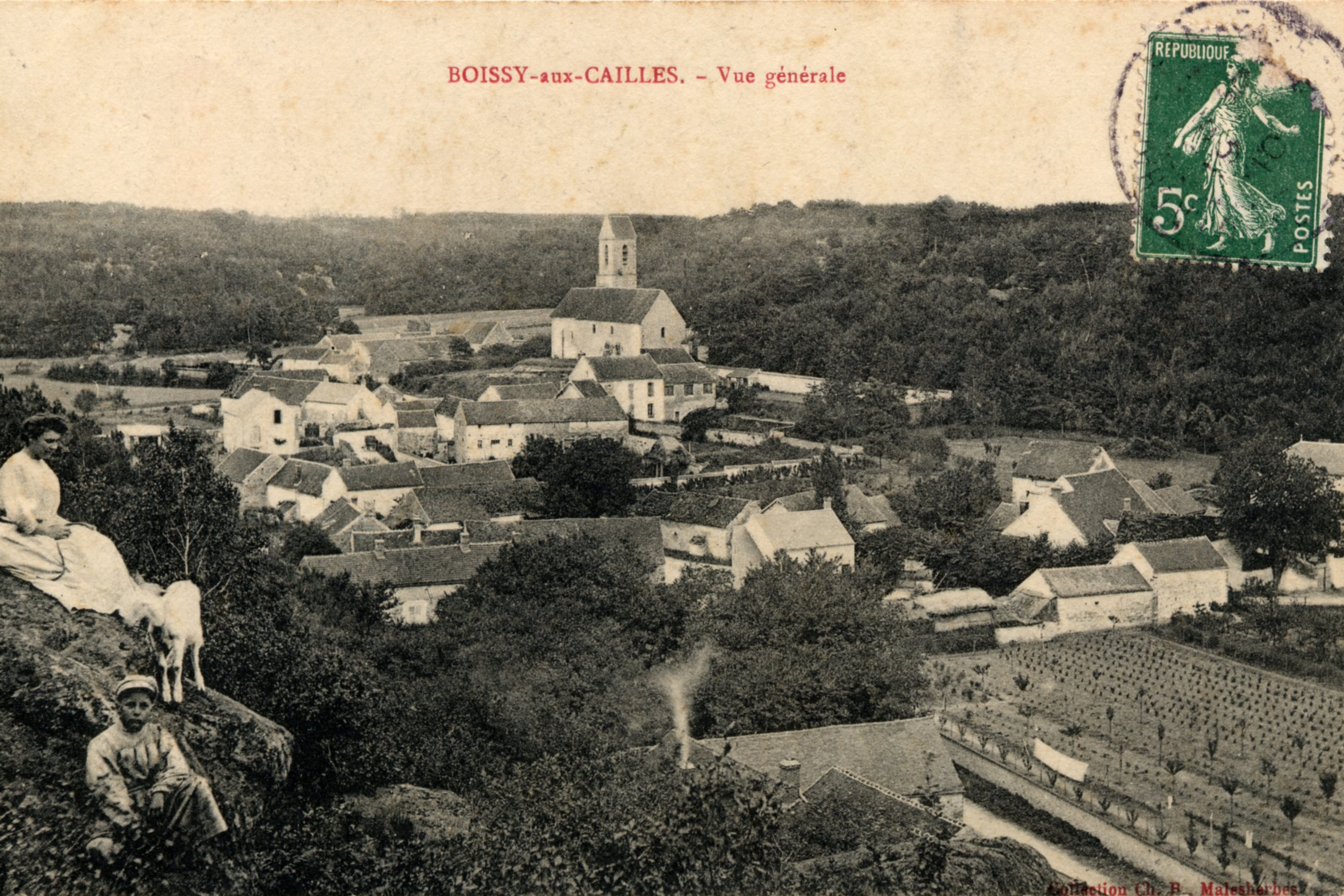
Boissy um 1900

## Sehenswürdigkeiten
Siehe: Liste der Monuments historiques in Boissy-aux-Cailles